# Murmur (démon)

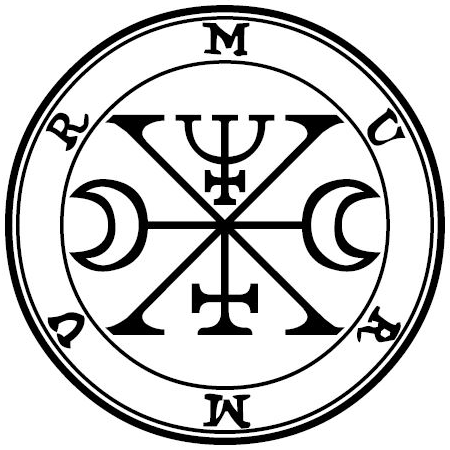
le sceau de Murmur selon Mathers.

Murmur, Murmus, Murmuur ou Murmux est un démon issu des croyances de la goétie, science occulte de l'invocation d'entités démoniaques.
Grand Duc et Comte des Enfers, il est le 54e démon de la liste du Lemegeton et le 40e de la liste du Pseudomonarchia daemonum,.
Trente légions de démons sont sous ses ordres. 
Il a le pouvoir de contraindre l'âme d'un mort à apparaître devant son conjurateur pour répondre à toute question. Murmur enseigne la Philosophie. Il est décrit comme un soldat chevauchant un vautour ou un griffon, ceint d'une couronne ducale. Deux de ses attendants le précèdent au son des trompettes. Certains auteurs le représentent simplement en vautour.